# IGoogle
iGoogle (trước đây được gọi là Google Personalized Homepage, gọi tắt là Google IG), là một dịch vụ của Google, là một trang chủ có thể chỉnh sửa được dựa trên công nghệ AJAX tương tự như Netvibes, Pageflakes, My Yahoo! và Windows Live Personalized Experience. Nó được đưa lên lần đầu vào tháng 5 năm 2005. Tính năng của nó gồm khả năng trên các feed của các trang web có hỗ trợ RSS, và thêm các Google Gadget (tương tự với các gadget của Google Desktop).